# Fultonia wilhelmsenae
Fultonia wilhelmsenae is een eenoogkreeftjessoort uit de familie van de Argestidae. De wetenschappelijke naam van de soort is voor het eerst geldig gepubliceerd in 2011 door George.